# Dzũng
Phạm Việt Dũng (sinh ngày 29 tháng 1 năm 1989), thường được biết tới với nghệ danh Dzung hay Dzũng Phạm, là một nhạc sĩ, nhà sản xuất âm nhạc và nghệ sĩ guitar người Việt Nam. 
Anh nổi danh với vai trò thủ lĩnh và người sáng tác chính của ban nhạc progressive metal Hạc San; nhóm đã cho ra đời hai album phòng thu lần lượt là Sét đánh ngang trời (2015) và Hồn – trăng – máu (2020). 
Trong vai trò nghệ sĩ solo, anh đã phát hành một số sản phẩm khí nhạc như Xuân hạ thu đông... rồi lại xuân, Cánh cửa thần kỳ (cùng năm 2018), Tính tình tang (2021) và đặc biệt, album Dzanca (2021) của anh đã gây được tiếng vang lớn. Năm 2025, anh phát hành album chủ đề 2025´ - Hay không hay lắm với ý tưởng du lịch Việt Nam bằng âm nhạc Việt Nam.

## Thân thế
Dzũng tên thật là Phạm Việt Dũng, sinh ra và lớn lên tại Hà Nội. Anh sinh ra trong một gia đình không có truyền thống về nghệ thuật, song từ nhỏ đã đam mê âm nhạc và đặc biệt là cây đàn guitar. Bất chấp sự phản đối từ gia đình, anh vẫn quyết tâm theo đuổi âm nhạc. Cảm hứng chơi nhạc của anh đến từ việc xem ban nhạc Da Vàng trình diễn trên chính truyền hình. Sau đó, anh cũng theo học guitar của Ty Sann - tay guitar của Da Vàng. Năm hai mươi tuổi, anh bỏ học tại Học viện Báo chí và Tuyên truyền và rời Hà Nội để vào thành phố Hồ Chí Minh lập nghiệp.

## Sự nghiệp

### Final Stage
Năm mười ba tuổi, Dzũng tham gia ban nhạc rock đầu tiên mang tên Thánh Giá Đỏ. Năm 2004, anh đồng sáng lập ban nhạc death metal Final Stage và trở thành thủ lĩnh của nhóm. 
Tháng 2 năm 2006, ban nhạc phát hành EP Vô Tội tại Hà Nội và thành phố Hồ Chí Minh.
Tháng 6 năm 2006, Final Stage tham gia biểu diễn tại chương trình Festival Huế cùng các ban nhạc Da Vàng, Rock Alpha và Thuỷ Triều Đỏ.
Năm 2007, Final Stage trình diễn mở màn cho chuỗi nhạc hội Rock Storm mùa đầu tiên tại Sân vận động Hãng Đẫy, Hà Nội.
Năm 2008, nhóm phát hành EP Dung thứ... là đau khổ.
Năm 2010, ban nhạc chính thức phát hành album đầu tay mang tên Sân khấu cuối cùng do Dihavina sản xuất và phân phối bởi Phương Nam Film.

### Hoạt động với Hạc San
Sau khi vào thành phố Hồ Chí Minh, năm 2011 anh đồng sáng lập ban nhạc progressive metal Hạc San.
Năm 2014, ban nhạc được trao các giải thưởng âm nhạc tại gameshow Bài hát Việt của Đài Truyền hình Việt Nam: cú đúp giải "Nhạc sĩ phối khí hiệu quả" và "Bài hát của tháng" cho ca khúc "Hoang tàn" (tháng 8); giải "Nhạc sĩ phối khí hiệu quả" cho ca khúc "Sét đánh ngang trời" (tháng 11).
Tháng 6 năm 2015, Hạc San đăng quang ngôi vị quán quân trong cuộc thi Gia đình tài tử do đài truyền hình HTV tổ chức.
Từ tháng 11 đến tháng 12 năm 2015, Hạc San đại diện cho Việt Nam tham gia Liên hoan âm nhạc Châu Âu diễn ra tại thủ đô Hà Nội và Nhạc viện Thành phố Hồ Chí Minh.
Ngày 12 tháng 12 năm 2015, sau 5 năm thực hiện, ban nhạc chính thức phát hành album chủ đề mang tên Sét đánh ngang trời trên toàn quốc, album từng có mặt trong bảng đề cử dự kiến cho hạng mục "Album của năm" của Giải thưởng âm nhạc cống hiến do báo Thể thao & văn hoá tổ chức.
Tháng 4 năm 2020, Hạc San cho ra mắt album thứ 2 lấy tựa là Hồn – trăng – máu trên các kênh nghe nhạc trực tuyến như Apple Music, Spotify. Nội dung nhạc phẩm kể về cuộc đời của nhà thơ Hàn Mặc Tử, với chỉ một bài duy nhất cùng thời lượng 29 phút 2 giây, chia làm 6 chương gồm "Hàn – Nguyệt – Mộng – Phong – Huyết - Tử" tương ứng với từng giai đoạn trong cuộc đời của cố thi sĩ.

### Sự nghiệp solo
Cùng thời gian hoạt động với Hạc San, Dzũng cũng bắt đầu thực hiện các dự án solo. Năm 2018, anh phát hành album khí nhạc đầu tay Cánh cửa thần kỳ. Cùng năm ấy, Dzũng đảm nhận vai trò giám khảo trong cuộc thi "Yamaha Young Competition - Online Electric Guitar Talent" do Yamaha Vietnam tổ chức.
Năm 2019, anh tiếp tục phát hành EP khí nhạc nữa mang âm hưởng dân ca là Tính tình tang.
Dzung tham gia buổi trò chuyện cùng Culture Mosaic phát sóng trên kênh VTV4 - 12 tháng 06 năm 2021. 
Ngày 29 tháng 1 năm 2021, Dzũng phát hành album khí nhạc thứ ba mang tên Dzanca trên các nền tảng nhạc số và đĩa thường. Với thể loại progressive metal kết hợp với world music, album được thu âm tại 24BEAT Studio và Saigon Root Music, quy tụ dàn nghệ sĩ đông đảo gồm NSƯT Hai Phượng, Cuong Nhoc, Khương An, Yellow Star Big Band, Nhím (thành viên Chillies) và nghệ sĩ guitar Jack Thammarat đến từ Thái Lan. Album đã nhận được rất nhiều lời tán dương từ truyền thông. Báo điện tử VTV bình luận: "Có người nhận xét rằng sự tuyệt vời của Dzanca nằm ở chính sự gần gũi của nó, dù mang danh một loạt những thể loại và những cách hoà âm phối khí phức tạp, nhưng không khiến người nghe cảm thấy khó thưởng thức. Có lẽ, điều này đến từ sự chân thực và thành tâm đối với âm nhạc của người nghệ sĩ." Còn cây viết Thuận Phát của báo Phụ nữ thành phố Hồ Chí Minh nhận xét: "Có thể nói từ sau những nỗ lực sáng tạo không ngừng của Nguyên Lê, sau Đường xa vạn dặm hay Hà Nội Duo - thì đến nay ta mới chứng kiến thêm được một sản phẩm âm nhạc đầy thống nhất và chỉn chu như thế, với sự kết hợp không thể ngờ tới giữa rock và những làn điệu dân ca. Dzung cùng Dzanca thực sự là một dũng sĩ hai tay hai kiếm - một tay giá trị truyền thống, và tay còn lại là những mới mẻ chờ được khai phá."
Ngày 1 tháng 4 năm 2022, tại đêm bế mạc chương trình Rock Việt do đài HTV tổ chức, Dzũng đã có mặt trong vai trò khách mời để trình diễn bên cạnh ban nhạc Bức Tường, Ngũ Cung, Microwave, An Nam và ca sĩ Thu Phương.
Ngày 13 tháng 5 năm 2022, Dzũng cùng tập thể nghệ sĩ thực hiện Dzanca đã trình diễn tại đêm nhạc Rock'n'Share với chủ đề "Tái Sinh" tại nhà thi đấu Phú Thọ, thành phố Hồ Chí Minh.
Tháng 12 năm 2022, Dzũng nằm trong số các nghệ sĩ đại diện của Việt Nam tham gia biểu diễn ở Lễ hội Âm nhạc Quốc tế HOZO (Hò Dô); Dzũnng cùng tập thể nghệ sĩ dân ca và nhạc cụ dân tộc Ca Vũ và rapper Hà Lê đã khai mạc sự kiện bằng tiết mục chuỗi liên khúc dân ca ba miền, gồm "Còn duyên", "Đi cấy", "Lý ngựa ô", "Xe chỉ luồn kim", "Trống cơm" và "Múa sạp xòe hoa" tại phố đi bộ Nguyễn Huệ, thành phố Hồ Chí Minh.
Ngày 10 tháng 4 năm 2023, Dzũng phát hành EP Dzanca Dzanvu gồm các nhạc phẩm được thu âm trực tiếp tại Lễ Hội Âm Nhạc Quốc Tế HOZO.
Ngày 5 tháng 6, tại Quảng trường 2-4 Thành phố Nha Trang diễn ra chương trình ca nhạc Âm vang đại dương, một trong những chương trình chính của Festival Biển Nha Trang - Khánh Hòa 2023. Trong phần 3 của chương trình có sự tham gia biểu diễn của các nghệ sĩ: guitarist Dzung và NSƯT Hải Phượng qua các bài dân ca ba miền mở đầu chương trình, violinist Nguyễn Duyên Quỳnh, ca sĩ: Phương Thanh, Trọng Hiếu, có những tiết mục
Ngày 16 tháng 8 Dzũng đã có mặt trong vai trò khách mời được phát sóng trên kênh VTV3 trong Việt Nam đa sắc - Phủ metal lên dân ca.
Tháng 9 năm 2023, anh làm diễn giả tại chương trình "Cất Cánh" của VTV chủ đề "Sức mạnh của niềm tin"
Ngày 1 tháng 1 năm 2024, Dzũng cùng nghệ sĩ Hải Phượng, dàn nhạc dân tộc và nhóm ca múa thiếu nhi là những người thể hiện tiết mục "Múa sạp xòe hoa" mở màn cho chương trình "Chào năm mới - Đa sắc 2024" của lễ trao giải Ấn tượng VTV. Sau đó anh tham gia chương trình Tết nghĩa là hy vọng 2024 được phát sóng vào mùng 1 Tết, trên sóng của Đài Truyền hình Việt Nam, cùng một số nghệ sĩ như Thu Phương, Thanh Lam, Mỹ Linh, Tùng Dương, Phương Thanh…
Ngày 7 tháng 3 năm 2024, nhân kỷ niệm 20 năm thành lập ban nhạc Final Stage, Dzũng đã đăng tải trên Youtube cá nhân bản nhạc "Bức tường kí ức", với những cảnh thu âm cùng các đồng đội cũ.
Ngày 15 tháng 3 năm 2024, Dzũng cùng một số nghệ sĩ như các ban nhạc Microwave, Giấy Gấp, Dấu Vân Tay tại chương trình âm nhạc mang tên "Sức sống hội tụ", nhân dịp tổ chức Hội báo toàn quốc 2024. Chương trình được tổ chức tại phố đi bộ Lê Lợi, quận 1, thành phố Hồ Chí Minh.
Ngày 16 tháng 3 năm 2024, Dzũng tham gia biểu diễn tại Saigon Tattoo Expo - lễ hội xăm quốc tế được tổ chức tại Riverside Bến Vân Đồn, quận 4, thành phố Hồ Chí Minh.
Ngày 4 tháng 4 năm 2024, Dzung biểu diễn "Múa sạp xòe hoa" tại lễ trao giải Elle Beauty Awards 2024 với sự hỗ trợ của nghệ sĩ Hải Phượng, nhóm nhạc dân tộc Nhạc viện Thành phố Hồ Chí Minh, 24BEAT Percussion Ensemble và tốp ca thiếu nhi Nhà thiếu nhi Quận 3.
Ngày 20 tháng 4, Dzũng đăng tải trên trang Youtube cá nhân Múa Sạp Xoè Hoa - The Dancementary - bộ phim ghi lại quá trình sản xuất "Múa sạp xòe hoa" của Dzũng cũng các cộng sự từ năm 2022.
Ngày 6 tháng 5 năm 2024, tại Quảng trường 7.5, Dzung tham gia trình bày tiết mục "Múa sạp xòe hoa" nhân kỷ niệm 70 năm chiến thắng Điện Biên Phủ.. 
Dzung tham dự Lễ hội âm nhạc NIMO WAVE LIVE SHOW được tổ chức ngày 19 tháng 10 năm 2024 - trong khuôn khổ Thailand Game Show diễn ra từ ngày 18 đến 20 tháng 10 năm 2024, tại Hội trường 3-4 Trung tâm Hội nghị Queen Sirikit, thủ đô Băng Cốc, Thái Lan. Đêm diễn NIMO WAVE LIVE SHOW có sự góp mặt của các ca sĩ Thái Lan như MILLI, IRONBOY.. 
Tại Festival Ninh Bình tháng 11 năm 2024, Dzung tham gia biểu diễn tại Đại nhạc hội dân gian điện tử “Í A Fest” cùng với NSƯT Hải Phượng, NSND Mai Thủy.
Ngày 17 tháng 3 năm 2025, nghệ sĩ guitar Dzũng chính thức giới thiệu album mới mang tên 2025 - Hay không hay lắm, đánh dấu chặng đường âm nhạc đầy trải nghiệm. Album 2025 - Hay không hay lắm là một hành trình âm nhạc độc đáo, lấy cảm hứng từ những chuyến đi khám phá vẻ đẹp và văn hóa của đất nước Việt Nam với mong muốn thổi bùng xu hướng du lịch Việt Nam bằng Âm nhạc Việt Nam. Với những kỷ niệm gắn liền cùng con tàu, Dzũng mở đầu album bằng những trải nghiệm cá nhân giá trị, từ chuyến du lịch đầu đời đến những chuyến công tác khắp nơi. Album "2025´" là kết quả của quá trình sáng tạo không ngừng nghỉ trong suốt hơn 20 năm làm nghệ thuật của Dzũng, được xây dựng với mong muốn giới thiệu văn hóa Việt Nam qua âm nhạc, từ âm thanh độc đáo của mỗi vùng miền. Album gồm 14 ca khúc, được chia thành hai mặt: Mặt 1 "Đờn" với 7 bản hòa tấu; Mặt 2 "Ca" gồm 5 ca khúc, 2 bản hòa tấu. Kết hợp giữa âm thanh hiện đại và nhạc cụ truyền thống, album có sự đồng hành của NSƯT Hải Phượng, nghệ sĩ bass Trần Chánh Thảo, Phạm Anh Khoa, nghệ sĩ Lê Hoàng Phi. Thể loại âm nhạc của 2025´ được Dzũng định nghĩa là “Quê hương trữ tình” – nơi những giai điệu disco, funky, điện tử hòa quyện cùng nhạc cụ truyền thống và tiếng đàn guitar đầy cảm xúc. Không bó buộc vào một thể loại cố định, album là kết tinh của hơn 20 năm chơi nhạc của Dzũng, nơi cảm xúc và tự do sáng tạo được đặt lên hàng đầu. Cây bút Thuỳ Trang của báo Người Lao Động nhận xét album 2025´ - Hay không hay lắm là âm nhạc siêu hay của Dzũng. Tựa đề 2025´- Hay không hay lắm của album có thể trông rối rắm nhưng thật ra là một phép chơi chữ hóm hỉnh. Con số 5 là một con số đặc biệt trong phát âm Tiếng Việt. “Lăm” chính là từ biến âm của số 5, thường được sử dụng ở miền Nam, còn ở miền Bắc thì lại biến âm thành “nhăm”. Vì vậy Dzung đã đặt thêm dấu sắc (´) bên cạnh con số 2025 như một cách chơi chữ để tạo thành 1 cặp câu hỏi đáp trên bìa album: 20 đọc là “hai không” gần âm với HAY KHÔNG? 25 có thể đọc là “hai lăm” thêm dấu sắc thì thành HAY LẮM!

## Danh sách đĩa nhạc
Theo trang web chính thức của Dzũng:

### Album/EP
- với Final Stage
  - Vô Tội (2006)
  - Dung thứ... là đau khổ (2008)
  - Sân khấu cuối cùng (2010)

- với Hạc San
  - Sét đánh ngang trời (2015)
  - Hồn - Trăng - Máu (2020)

- Sự nghiệp solo
  - Xuân hạ thu đông... rồi lại xuân (2018)
  - Cánh cửa thần kỳ (2018)
  - Tình tính tang (2019)
  - Dzanca (2021)
  - Dzanca Dzanvu (2023)
  - 2025´ - Hay không hay lắm (2025)

### Bài nhạc
- "Bí Mật Của Người Ra Đi" (với Hạc San)
- Hai Chín Ba Mươi (feat. Anh Tú Nguyễn)
- Một Giấc Chiêm Bao (feat. Hà Laze)
- Mặt Trời Tháng Sáu (feat. Vinh Cóc)
- Phiên Chợ Chiều Mưa (feat. Tùng Johncr)
- Cao Ốc Vô Danh (feat. Trần Hoàng)
- Cánh Cửa Thần Kỳ (feat. Ân Boiledwater)
- Trống Cơm
- Lý Cây Bông
- Cò Lả
- Lý Ngựa Ô
- Lý Qua Cầu (The River Afterglow)
- Xe Chỉ Luồn Kim (When The Seams Come Apart)
- Trống Cơm (Beats Of Memories)
- Cò Lả (A Line Across The Sky)
- Lý Cây Bông (Questioning Mind)
- Người Ở Đừng Về (Torn)
- Còn Duyên (Hereafter)
- Đi Cấy (Light Of The Life)
- Lý Ngựa Ô (Ride The Darkness)
- Bèo Dạt Mây Trôi (When Earth and Sky Unite)
- Lý Qua Cầu (The River After Dark)
- "Xe Chỉ Luồn Kim"
- "Lý Cây Bông"

- "Trong Phòng Có Một Con Muỗi"

- "Trống Cơm"
- "Múa Sạp Xoè Hoa"
- Cold Winter - 'A Gospel of Love' (feat. Hà Quang Minh)
- "Bức Tường Ký Ức" (với Final Stage)
- "Con Tàu (Mothership)"
- "Rừng Điện Gió (Wind Forest)"
- "Nghinh Ông Thuỷ Tướng (Whale)"
- "Ngập Tràn (High Tides)"
- "Dừa Sai Trái (Coconut)"
- "Pháo (Fireworks)"
- "Hay Không Hay Lắm (2025´)"